# Elecciones a las Juntas Generales del País Vasco de 2023
Las elecciones a las Juntas Generales del País Vasco de 2023 se celebraron el domingo, 28 de mayo de 2023, eligiéndose a los miembros de las Juntas Generales de Álava, Guipúzcoa y Vizcaya.
A lo largo de la misma jornada, se celebraron también elecciones a la mayoría de los parlamentos autonómicos de España (con excepción de los parlamentos del País Vasco, Galicia, Cataluña, Castilla y León y Andalucía); a las asambleas de Ceuta y Melilla, a los cabildos insulares canarios; a los consejos insulares de las Islas Baleares, al Consejo General de Arán y a los concejos de Navarra, así como las elecciones municipales.

## Candidaturas
En las siguientes tablas se muestran los distintos partidos políticos y coaliciones que se presentan a las elecciones a las Juntas Generales en cada Territorio Histórico y el candidato a Diputado General de cada formación. En letra negrita se muestran las formaciones que obtuvieron representación en las elecciones de 2015.

### Álava
| Juntas Generales de Álava                                                     |                                |
| Actual Diputado General: Ramiro González Vicente (Partido Nacionalista Vasco) |                                |
| Partido político o coalición                                                  | Candidato a Diputado General   |
| Partido Popular (PP)                                                          | Iñaki Oyarzábal de Miguel      |
| Partido Nacionalista Vasco (EAJ-PNV)                                          | Ramiro González Vicente        |
| Euskal Herria Bildu (EH Bildu)                                                | Eva López de Arroyabe          |
| Elkarrekin Podemos (Podemos, Ezker Anitza-IU, EQUO Berdeak)                   | David Rodríguez Linares        |
| Partido Socialista de Euskadi-Euskadiko Ezkerra (PSE-EE)                      | María Cristina González Calvar |
| Vox (VOX)                                                                     | Jonathan Romero Gamiz          |
| Referencias:                                                                  |                                |

### Guipúzcoa
| Juntas Generales de Guipúzcoa                                             |                              |
| Actual Diputado General: Markel Olano Arrese (Partido Nacionalista Vasco) |                              |
| Partido político o coalición                                              | Candidato a Diputado General |
| Partido Nacionalista Vasco (EAJ-PNV)                                      | Eider Mendoza Larrañaga      |
| Euskal Herria Bildu (EH Bildu)                                            | Maddalen Iriarte Okiñena     |
| Partido Socialista de Euskadi-Euskadiko Ezkerra (PSE-EE)                  | José Ignacio Asensio         |
| Elkarrekin Podemos (Podemos, Ezker Anitza-IU, EQUO Berdeak)               | Miren Echeveste Lacombe      |
| Partido Popular (PP)                                                      | Mikel Lezama Zubeldia        |
| Referencias:                                                              |                              |

### Vizcaya
| Juntas Generales de Vizcaya                                                      |                               |
| Actual Diputado General: Unai Rementeria Maiz (Partido Nacionalista Vasco)       |                               |
| Partido político o coalición                                                     | Candidato a Diputado General  |
| Partido Nacionalista Vasco (EAJ-PNV)                                             | Elixabete Etxanobe Landajuela |
| Euskal Herria Bildu (EH Bildu)                                                   | Iker Casanova Alonso          |
| Partido Socialista de Euskadi-Euskadiko Ezkerra (PSE-EE)                         | Teresa Laespada Martínez      |
| Elkarrekin Podemos (Podemos, Herriaren Eskubidea, Ezker Anitza-IU, EQUO Berdeak) | Eneritz de Madariaga Martin   |
| Partido Popular (PP)                                                             | Raquel González Diez          |
| Referencias:                                                                     |                               |

## Resultados electorales
| ← Elecciones a las Juntas Generales del País Vasco de 2023 →                                         | |                    |          |         |        |         |     |
| Territorio histórico                                                                                 | Diputado general y gobierno | Distribución       | Partido  | Votos   | %      | Escaños | +/– |
| Álava 51 procuradores/as - Vitoria: 39 - Zuya, Salvatierra, Añana, Campezo y Laguardia: 7 - Ayala: 5 | - Diputado general: Ramiro González Vicente - Gobierno: EAJ-PNV y PSE-EE - Censo: 251.831 - Abstención: 99.678 (39,58 %) - Nulos: 2.746 (1,83 %) - En blanco: 2.432 (1,65 %)         |                    | EAJ-PNV  | 38.184  | 26,34% | 15      | 2   |
| Álava 51 procuradores/as - Vitoria: 39 - Zuya, Salvatierra, Añana, Campezo y Laguardia: 7 - Ayala: 5 | - Diputado general: Ramiro González Vicente - Gobierno: EAJ-PNV y PSE-EE - Censo: 251.831 - Abstención: 99.678 (39,58 %) - Nulos: 2.746 (1,83 %) - En blanco: 2.432 (1,65 %)         | EH Bildu           | 36.980   | 25,51%  | 14     | 2       |     |
| Álava 51 procuradores/as - Vitoria: 39 - Zuya, Salvatierra, Añana, Campezo y Laguardia: 7 - Ayala: 5 | - Diputado general: Ramiro González Vicente - Gobierno: EAJ-PNV y PSE-EE - Censo: 251.831 - Abstención: 99.678 (39,58 %) - Nulos: 2.746 (1,83 %) - En blanco: 2.432 (1,65 %)         | PSE-EE             | 27.183   | 18,73%  | 9      | 1       |     |
| Álava 51 procuradores/as - Vitoria: 39 - Zuya, Salvatierra, Añana, Campezo y Laguardia: 7 - Ayala: 5 | - Diputado general: Ramiro González Vicente - Gobierno: EAJ-PNV y PSE-EE - Censo: 251.831 - Abstención: 99.678 (39,58 %) - Nulos: 2.746 (1,83 %) - En blanco: 2.432 (1,65 %)         | PP                 | 25.030   | 17,27%  | 9      | 1       |     |
| Álava 51 procuradores/as - Vitoria: 39 - Zuya, Salvatierra, Añana, Campezo y Laguardia: 7 - Ayala: 5 | - Diputado general: Ramiro González Vicente - Gobierno: EAJ-PNV y PSE-EE - Censo: 251.831 - Abstención: 99.678 (39,58 %) - Nulos: 2.746 (1,83 %) - En blanco: 2.432 (1,65 %)         | Elkarrekin Podemos | 10.279   | 7,09%   | 3      | 1       |     |
| Álava 51 procuradores/as - Vitoria: 39 - Zuya, Salvatierra, Añana, Campezo y Laguardia: 7 - Ayala: 5 | - Diputado general: Ramiro González Vicente - Gobierno: EAJ-PNV y PSE-EE - Censo: 251.831 - Abstención: 99.678 (39,58 %) - Nulos: 2.746 (1,83 %) - En blanco: 2.432 (1,65 %)         | Vox                | 4.485    | 3,09%   | 1      | 1       |     |
| Álava 51 procuradores/as - Vitoria: 39 - Zuya, Salvatierra, Añana, Campezo y Laguardia: 7 - Ayala: 5 | - Diputado general: Ramiro González Vicente - Gobierno: EAJ-PNV y PSE-EE - Censo: 251.831 - Abstención: 99.678 (39,58 %) - Nulos: 2.746 (1,83 %) - En blanco: 2.432 (1,65 %)         | LxE                | 1.667    | 1,15%   | 0      | =       |     |
| Álava 51 procuradores/as - Vitoria: 39 - Zuya, Salvatierra, Añana, Campezo y Laguardia: 7 - Ayala: 5 | - Diputado general: Ramiro González Vicente - Gobierno: EAJ-PNV y PSE-EE - Censo: 251.831 - Abstención: 99.678 (39,58 %) - Nulos: 2.746 (1,83 %) - En blanco: 2.432 (1,65 %)         | EB-AZ              | 1.136    | 0,78    | 0      | =       |     |
| Guipúzcoa 51 junteros/as - Donostialdea: 17 - Bidasoa-Oiartzun: 11 - Deba-Urola: 14 - Oria: 9        | - Diputada general: Eider Mendoza Larrañaga - Gobierno: EAJ-PNV y PSE-EE - Censo: 555.864 - Abstención: 222.741 (40,07 %) - Nulos: 4.097 (1,23 %) - En blanco: 5.941 (1,78 %)        |                    | EH Bildu | 120.578 | 37,32% | 22      | 5   |
| Guipúzcoa 51 junteros/as - Donostialdea: 17 - Bidasoa-Oiartzun: 11 - Deba-Urola: 14 - Oria: 9        | - Diputada general: Eider Mendoza Larrañaga - Gobierno: EAJ-PNV y PSE-EE - Censo: 555.864 - Abstención: 222.741 (40,07 %) - Nulos: 4.097 (1,23 %) - En blanco: 5.941 (1,78 %)        | EAJ-PNV            | 105.437  | 32,63%  | 17     | 3       |     |
| Guipúzcoa 51 junteros/as - Donostialdea: 17 - Bidasoa-Oiartzun: 11 - Deba-Urola: 14 - Oria: 9        | - Diputada general: Eider Mendoza Larrañaga - Gobierno: EAJ-PNV y PSE-EE - Censo: 555.864 - Abstención: 222.741 (40,07 %) - Nulos: 4.097 (1,23 %) - En blanco: 5.941 (1,78 %)        | PSE-EE             | 51.591   | 15,97%  | 7      | 2       |     |
| Guipúzcoa 51 junteros/as - Donostialdea: 17 - Bidasoa-Oiartzun: 11 - Deba-Urola: 14 - Oria: 9        | - Diputada general: Eider Mendoza Larrañaga - Gobierno: EAJ-PNV y PSE-EE - Censo: 555.864 - Abstención: 222.741 (40,07 %) - Nulos: 4.097 (1,23 %) - En blanco: 5.941 (1,78 %)        | Elkarrekin Podemos | 21.283   | 6,59%   | 2      | 2       |     |
| Guipúzcoa 51 junteros/as - Donostialdea: 17 - Bidasoa-Oiartzun: 11 - Deba-Urola: 14 - Oria: 9        | - Diputada general: Eider Mendoza Larrañaga - Gobierno: EAJ-PNV y PSE-EE - Censo: 555.864 - Abstención: 222.741 (40,07 %) - Nulos: 4.097 (1,23 %) - En blanco: 5.941 (1,78 %)        | PP                 | 20.574   | 6,37%   | 3      | 2       |     |
| Guipúzcoa 51 junteros/as - Donostialdea: 17 - Bidasoa-Oiartzun: 11 - Deba-Urola: 14 - Oria: 9        | - Diputada general: Eider Mendoza Larrañaga - Gobierno: EAJ-PNV y PSE-EE - Censo: 555.864 - Abstención: 222.741 (40,07 %) - Nulos: 4.097 (1,23 %) - En blanco: 5.941 (1,78 %)        | STOP               | 1.858    | 0,58%   | 0      | =       |     |
| Guipúzcoa 51 junteros/as - Donostialdea: 17 - Bidasoa-Oiartzun: 11 - Deba-Urola: 14 - Oria: 9        | - Diputada general: Eider Mendoza Larrañaga - Gobierno: EAJ-PNV y PSE-EE - Censo: 555.864 - Abstención: 222.741 (40,07 %) - Nulos: 4.097 (1,23 %) - En blanco: 5.941 (1,78 %)        | EB-AZ              | 1.764    | 0,55%   | 0      | =       |     |
| Vizcaya 51 apoderados/as - Bilbao: 15 - Encartaciones: 13 - Busturia-Uribe: 13 - Durango-Arratia: 10 | - Diputada general: Elixabete Etxanobe Landajuela - Gobierno: EAJ-PNV y PSE-EE - Censo: 900.435 - Abstención: 359.526 (39,93 %) - Nulos: 8.338 (1,54 %) - En blanco: 10.152 (1,88 %) |                    | EAJ-PNV  | 204.560 | 39,16% | 23      | 2   |
| Vizcaya 51 apoderados/as - Bilbao: 15 - Encartaciones: 13 - Busturia-Uribe: 13 - Durango-Arratia: 10 | - Diputada general: Elixabete Etxanobe Landajuela - Gobierno: EAJ-PNV y PSE-EE - Censo: 900.435 - Abstención: 359.526 (39,93 %) - Nulos: 8.338 (1,54 %) - En blanco: 10.152 (1,88 %) | EH Bildu           | 132.955  | 25,45%  | 15     | 5       |     |
| Vizcaya 51 apoderados/as - Bilbao: 15 - Encartaciones: 13 - Busturia-Uribe: 13 - Durango-Arratia: 10 | - Diputada general: Elixabete Etxanobe Landajuela - Gobierno: EAJ-PNV y PSE-EE - Censo: 900.435 - Abstención: 359.526 (39,93 %) - Nulos: 8.338 (1,54 %) - En blanco: 10.152 (1,88 %) | PSE-EE             | 84.663   | 16,21%  | 8      | =       |     |
| Vizcaya 51 apoderados/as - Bilbao: 15 - Encartaciones: 13 - Busturia-Uribe: 13 - Durango-Arratia: 10 | - Diputada general: Elixabete Etxanobe Landajuela - Gobierno: EAJ-PNV y PSE-EE - Censo: 900.435 - Abstención: 359.526 (39,93 %) - Nulos: 8.338 (1,54 %) - En blanco: 10.152 (1,88 %) | PP                 | 43.911   | 8,41%   | 3      | 1       |     |
| Vizcaya 51 apoderados/as - Bilbao: 15 - Encartaciones: 13 - Busturia-Uribe: 13 - Durango-Arratia: 10 | - Diputada general: Elixabete Etxanobe Landajuela - Gobierno: EAJ-PNV y PSE-EE - Censo: 900.435 - Abstención: 359.526 (39,93 %) - Nulos: 8.338 (1,54 %) - En blanco: 10.152 (1,88 %) | Elkarrekin Podemos | 38.774   | 7,42%   | 2      | 4       |     |
| Vizcaya 51 apoderados/as - Bilbao: 15 - Encartaciones: 13 - Busturia-Uribe: 13 - Durango-Arratia: 10 | - Diputada general: Elixabete Etxanobe Landajuela - Gobierno: EAJ-PNV y PSE-EE - Censo: 900.435 - Abstención: 359.526 (39,93 %) - Nulos: 8.338 (1,54 %) - En blanco: 10.152 (1,88 %) | Vox                | 10.634   | 2.04%   | 0      | =       |     |
| Vizcaya 51 apoderados/as - Bilbao: 15 - Encartaciones: 13 - Busturia-Uribe: 13 - Durango-Arratia: 10 | - Diputada general: Elixabete Etxanobe Landajuela - Gobierno: EAJ-PNV y PSE-EE - Censo: 900.435 - Abstención: 359.526 (39,93 %) - Nulos: 8.338 (1,54 %) - En blanco: 10.152 (1,88 %) | STOP               | 2.893    | 0,55%   | 0      | =       |     |
| Vizcaya 51 apoderados/as - Bilbao: 15 - Encartaciones: 13 - Busturia-Uribe: 13 - Durango-Arratia: 10 | - Diputada general: Elixabete Etxanobe Landajuela - Gobierno: EAJ-PNV y PSE-EE - Censo: 900.435 - Abstención: 359.526 (39,93 %) - Nulos: 8.338 (1,54 %) - En blanco: 10.152 (1,88 %) | ENCARTACIONES-EB   | 1.816    | 0,35%   | 0      | =       |     |
| Vizcaya 51 apoderados/as - Bilbao: 15 - Encartaciones: 13 - Busturia-Uribe: 13 - Durango-Arratia: 10 | - Diputada general: Elixabete Etxanobe Landajuela - Gobierno: EAJ-PNV y PSE-EE - Censo: 900.435 - Abstención: 359.526 (39,93 %) - Nulos: 8.338 (1,54 %) - En blanco: 10.152 (1,88 %) | EB-AZ              | 1.675    | 0.32%   | 0      | =       |     |
| Vizcaya 51 apoderados/as - Bilbao: 15 - Encartaciones: 13 - Busturia-Uribe: 13 - Durango-Arratia: 10 | - Diputada general: Elixabete Etxanobe Landajuela - Gobierno: EAJ-PNV y PSE-EE - Censo: 900.435 - Abstención: 359.526 (39,93 %) - Nulos: 8.338 (1,54 %) - En blanco: 10.152 (1,88 %) | PH                 | 538      | 0,10%   | 0      | =       |     |